# Каг
Каг (нід. Kaag) — село в муніципалітеті Каг-ен-Брассем, у нідерландській провінції Південна Голландія. Іноді зустрічається назва Де-Каг (De Kaag).

## Розташування
Село Каг розташоване близько 8 км на північний схід від Лейдена, на кордоні із провінцією Північна Голландія. Село розташоване на східному березі острова Кагерейланд (Kagereiland), що лежить в озерній системі Кагерплассен. Сполучення з островом здійснюється виключно поромом, який курсує між островом і селом Бейтенкаг (Північна Голландія).
Площа села становить 1,32 км², з них суходолу — 1,01 км², водної поверхні — 0,31 км².

## Історія
Поселення Каг вперше згадується в історії у 1308 році під назвою Kaghe та Caghe, що означає «землі за дамбою». До кінця XVI століття Каг був найбільшим населеним пунктом регіону Алкемаде, проте його острівне розташування завадило розвитку села. До 1 січня 2009 року село Каг підпорядковувалося муніципалітету Алкемаде і, ймовірно, було найстарішим населеним пунктом цього муніципалітету.

## Економіка
У селі базується верф Royal van Lent, що належить компанії Feadship, яка будує великі дорогі яхти. Верф було закладено ще 1849 року.
Влітку острів стає досить популярним туристичним місцем, особливо, серед любителів водних видів спорту. Втім, більшість мешканців працює поза межами острова.

## Демографія
Станом на 2012 рік у селі Каг мешкало 475 осіб, з яких 240 чоловіків та 235 жінок. За віком населення розподіляється наступним чином:
- особи у віці до 15 років — 15%,
- особи у віці від 15 до 25 років — 6%,
- особи у віці від 25 до 45 років — 22%,
- особи у віці від 45 до 65 років — 38%,
- особи у віці старше 65 років — 19%.

Порівнюючи з аналогічними даними муніципалітету Каг-ен-Брассем в цілому, можна сказати, що населення села переважно старіше, ніж в середньому по муніципалітету.
З усіх мешканців близько 19% мають іноземне походження, більшість з них — близько 15% — європейці, 4% складають особи неєвропейського походження, зокрема, з Антильських островів і Суринаму (по 1% відповідно).

## Пам'ятки

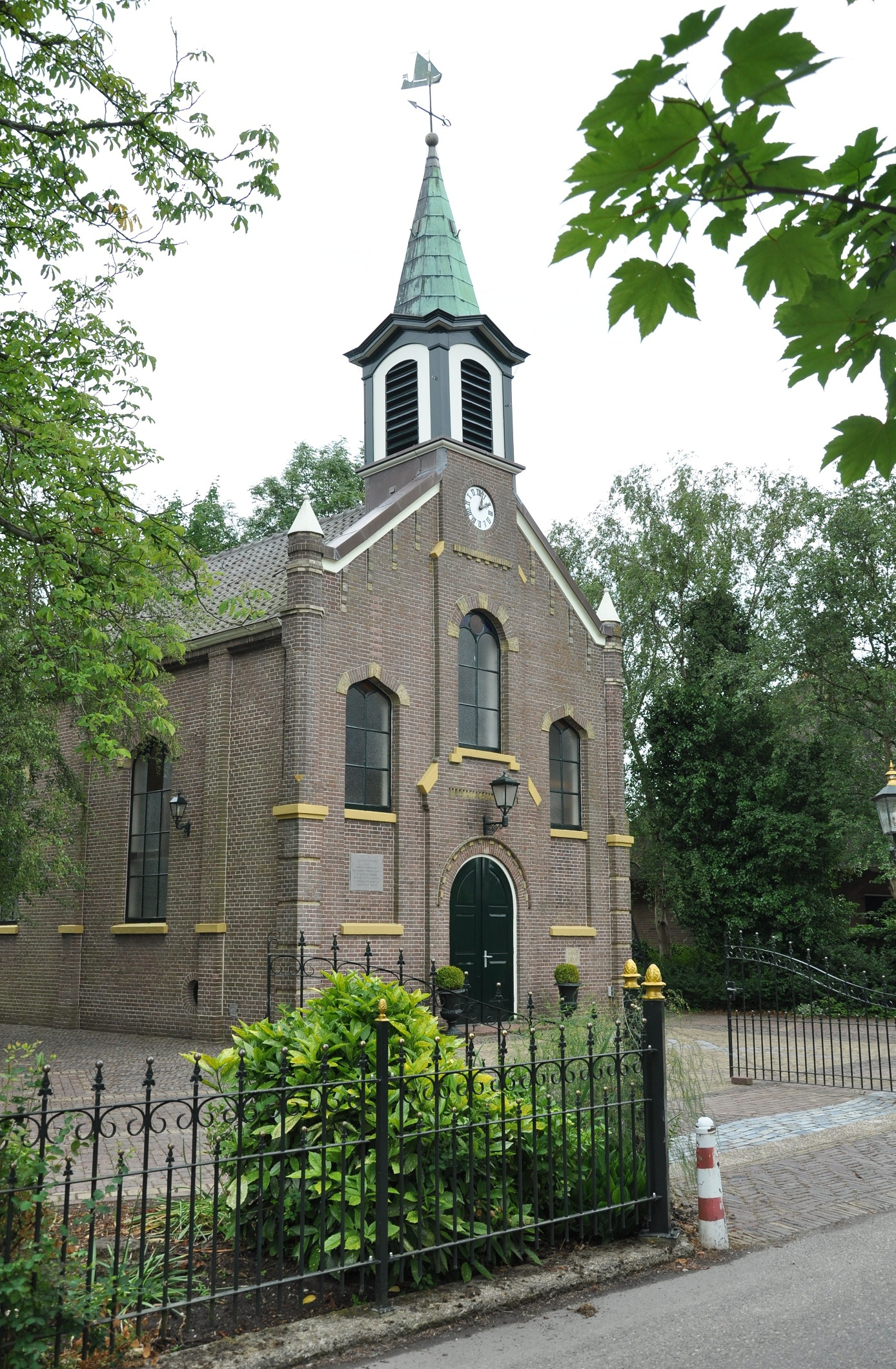
Загальний вигляд церкви

На острові Кагерейланд розташовано 5 національних пам'яток:
- інтер'єр церкви, зведеної 1873 року,
- три ферми XVII–XVIII століть,
- вітряк De Kager (бл. 1683 р.).

Також є 3 пам'ятки місцевого значення.

### Церква Кага
Відомо, що до 1559 року на острові була католицька каплиця, що підпорядковувалася парафії Сассенхейма. У 1608 році сюди прибув протестантський пастор, який знайшов на острові маленьке поселення і руїни каплиці. Через десять років, у 1618 році було зведено нову церкву із дзвіницею і флюгером. Барон ван Вармонд пожертвував церкві різне начиння: канделябри, пюпітри та купіль.
У 1873 році стару церкву розібрали та на її фундаменті звели нову. Освячення церкви відбулося 15 березня 1874 року, а вартість будівництва склала 7 490 гульденів. У 1903 році у церкві замінили кафедру, а у 1930-их прибудували невелику залу. У 1950-тих році церкву адаптували до сучасності: грубку, що топилася вугіллям, замінили на централізоване опалення. У 1961 році реставрували церковний орган, а у 1972 волонтери прибудували до церкви кухню та гардероб. У 1983 році у церкві провели косметичний ремонт, а 2006 року — реставрацію екстер'єру. Тоді ж за церквою був облаштований невеликий церковний цвинтар.
Цікаво, що власне церква не є національною пам'яткою, у реєстрі пам'яток є церковне начиння XVIII століття — мідний аналой на кафедрі проповідника, аналой керівника церковного хору, бронзова купіль та два канделябри.

### Вітряк De Kager

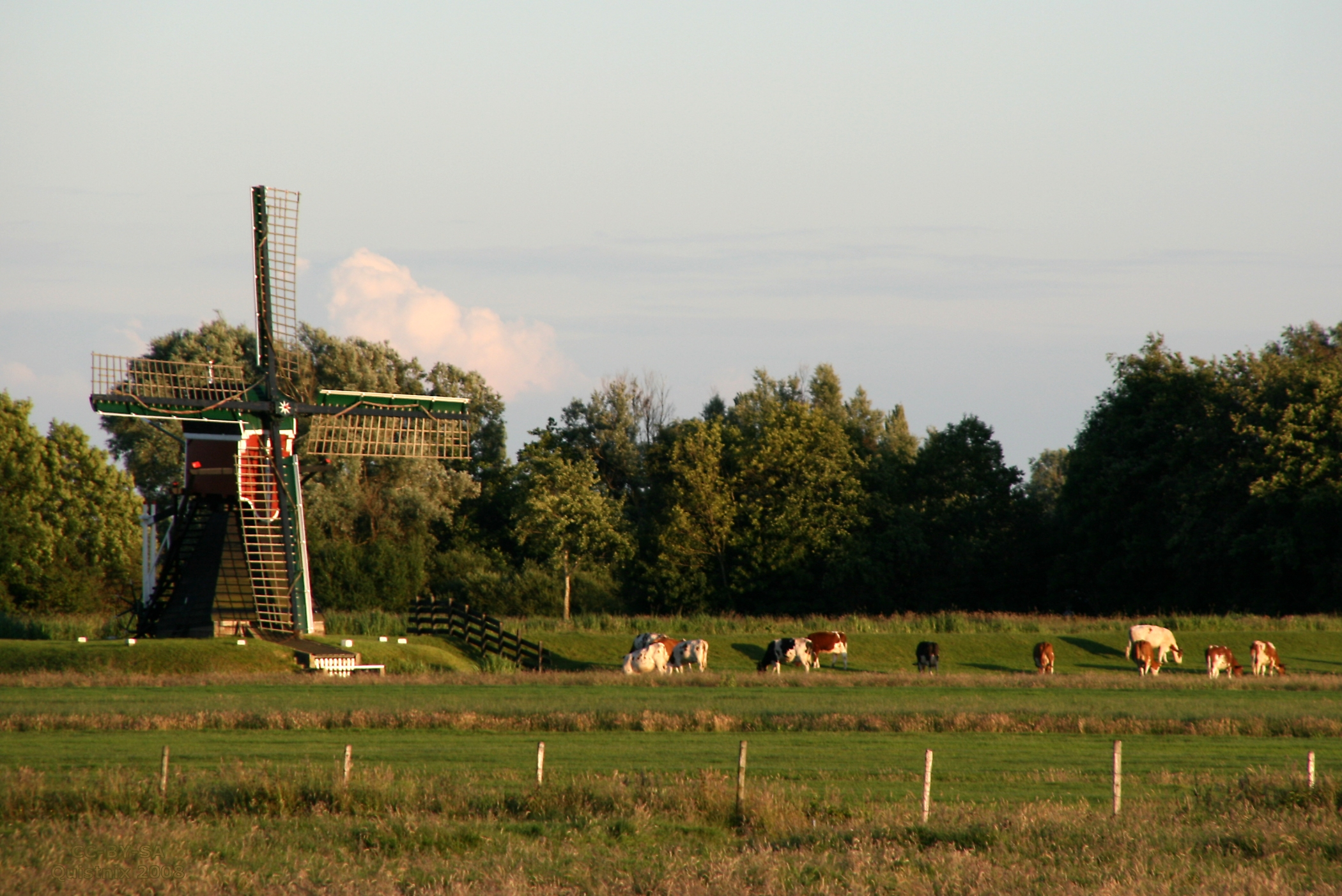
Вітряк De Kager

У 1683 році з трьох невеликих польдерів, найстаріший з яких існував з 1566 року, було створено один польдер Кагерпольдер. Приблизно тоді, для його осушення був зведений вітряк De Kager, який до 1985 року здійснював більшу частину робіт з осушення. Спершу вітряк належав ватерсхапу Кагпольдер (Kaagpolder), пізніше — ватерсхапу Де Ауде Венен (De Oude Veenen), який 1965 року провів реставрацію вітряка. З 1984 року вітряком опікується Рейнландська асоціація вітряків (Rijnlandse Molenstichting).
Розмах лопатей вітряка становить 15,8 м.

## Видатні мешканці
- Корнеліс Вреденбург[nl] — нідерландський художник, часто відвідував Каг.
- Марінус Хайнес[nl] — нідерландський художник, помер у Кагу.